# 天尾美貴
天尾　美貴（あまお　みき、1976年8月22日 -）は、新潟県西蒲原郡出身の日本の柔道家。現役時代は70kg級の選手。身長164cm。得意技は内股、大内刈。

## 人物
柔道は黒埼中学3年の時に始めた。東京学館新潟高校2年の時には全国高校選手権72kg級で優勝を飾った。
1995年には埼玉大学に進学した。正力杯では1年から2年連続して決勝で筑波大学の吉田早希に敗れるが、3年からは2連覇を達成した。また、2年の時には全日本選手権に出場すると、準決勝で日体大3年の二宮美穂に横四方固で敗れるも3位入賞を果たした。3年の時には全日本選手権の準決勝で明治大学3年の阿武教子に体落で有効を取られて敗れたものの再び3位となった。全国女子体重別70kg級では決勝で後に世界ジュニアチャンピオンとなる湊川女子高校3年の古賀幸恵を破って優勝を成し遂げた。4年の時には選抜体重別の決勝で埼玉大学に入学してきた3年後輩の古賀を破って優勝を飾った。全日本学生柔道優勝大会では筑波大学との決勝で一本勝ちするなど、国公立大学として初となるチームの優勝に貢献した。アジア大会では決勝で韓国の林貞淑に有効で敗れて2位にとどまった。
1999年にはコマツ所属となり、選抜体重別では決勝で吉田を破って2連覇を果たすが、世界選手権代表には選出されなかった。ユニバーシアードでは2位に終わったが、実業個人選手権では住友海上の貝山仁美を破って優勝を飾った。全国女子体重別では決勝で住友海上の上野雅恵に敗れた。福岡国際では3位だった。2000年のフランス国際では初戦で日本選手が苦手にしていた世界チャンピオンであるキューバのシベリス・ベラネスを判定ながら破る健闘を見せるものの、その後敗れて7位に終わった。選抜体重別では上野を警告で破って3連覇を達成したにもかかわらず、世界選手権5位の上野がシドニーオリンピック代表に選出されることになった。女子代表監督の吉村和郎によれば、｢上野は精神的に強く、物事に動じないところがあり、天尾よりメダル獲得の可能性が高い｣からだという。その後、全国女子体重別では帝京大学1年の風戸晴子に敗れて2位に終わると、福岡国際でも昨年に続いて3位にとどまった。2001年には実業個人選手権決勝で貝山を破り2度目の優勝を果たすと、全国女子体重別決勝でも古賀を破って同じく2度目の優勝を飾った。2002年の実業個人選手権決勝では貝山に敗れて2位に終わると、全国女子体重別決勝でも風戸に敗れて2位にとどまった。2003年にはコマツを退社して引退すると、巻高校の教員になった。

## 主な戦績
72kg級での戦績
- 1994年　-　全国高校選手権　優勝
- 1994年　- フランスジュニア国際　優勝
- 1995年　- 正力杯　2位
- 1995年　- 全日本学生柔道優勝大会　3位
- 1996年　- ロシア国際　3位
- 1996年　-　全日本選手権　3位
- 1996年　- 正力杯　2位
- 1996年　- 全日本学生柔道優勝大会　3位
- 1997年　-　全日本選手権　3位
- 1997年　- 正力杯　優勝

70kg級での戦績
- 1997年　- 全国女子体重別　優勝
- 1998年　-　オーストリア国際　3位
- 1998年　-　選抜体重別　優勝
- 1998年　- 正力杯　優勝
- 1998年　- 全日本学生柔道優勝大会 優勝
- 1998年　- アジア大会　2位
- 1999年　- 選抜体重別　優勝
- 1999年　- ユニバーシアード　2位
- 1999年　- 実業個人選手権　優勝
- 1999年　- 全国女子体重別　2位
- 1999年　- 福岡国際　3位
- 2000年　- フランス国際　7位
- 2000年　- 選抜体重別　優勝
- 2000年　- 全国女子体重別　2位
- 2000年　- 福岡国際　3位
- 2001年　-　ドイツ国際　5位
- 2001年　- 実業個人選手権　優勝
- 2001年　- 全国女子体重別　優勝
- 2002年　- 実業個人選手権　2位
- 2002年　- 全国女子体重別　2位

(出典、JudoInside.com)